# Больё, Иоганн Петер
Иоганн Петер Больё (нем. Johann Peter Freiherr Beaulieu de Marconnay), также Жан-Пьер де Больё (фр. Jean-Pierre de Beaulieu; 26 октября 1725, Латюи, герцогство Брабант — 22 декабря 1819, Линц, Австрийская империя) — австрийский генерал бельгийского происхождения, участник многих войн XVIII века.

## Биография
Происходил из старинной нидерландской фамилии. В 1743 году поступил на службу. Начал службу в полку герцога Лотарингского и в течение 14 лет дослужился до капитанского чина. В 1757 году взят в адъютанты к маршалу Дауну и за отличие произведён в майоры.
В ходе Семилетней войны много раз отличался умелым и храбрым вождением колонн в боях при Коллине, Бреславле, Лейтене и Гохкирке, Гере и Максене, при штурме Швейдница и деблокаде Ольмюца. В 1760 году получил чин подполковника генерального штаба. В 1768 году произведён в полковники.
С началом восстания в 1789 году в Нидерландах Больё назначен генерал-квартирмейстером войск, собранных в Люксембурге, и значительно способствовал успеху в сражениях против инсургентов при Тирлемоне, Лувене, Ремоне и на реке Маас. А при Насоне он одержал победу над превосходящими силами неприятеля. В 1790 году получил чин генерал-майора, а в конце того же года произведён в фельдмаршал-лейтенанты.
Ко времени начала революционных войн Больё командовал дивизией. Он был в Монсе, когда Франция объявила войну (23 апреля 1792 года). Прибыв к своей дивизии, стоявшей тогда на границе и состоявшей только из 2000 человек пехоты и 1500 человек кавалерии, он был атакован 29 апреля при Жемаппе генералом Бироном, у которого было более 12 000 человек. Больё упорно оборонялся, а на следующий день, несмотря на слабость своих сил, сам напал на беспечных французов, обратил их в бегство, захватил 5 орудий и гнал их до самого Валансьена.
Поступил потом под начальство герцога Альберта Саксен-Тешенского. Больё с успехом прикрывал нидерландские границы, но когда пруссаки отступили из Шампани, Дюмурье обратил свои главные силы против Нидерландов и 5 августа разбил австрийцев при Жемаппе. Больё командовал в этом сражении левым флангом и должен был прикрывать отступление. После занятия австрийцами позиции за Эрфтом, Больё, угрожаемый с фронта и фланга превосходящими силами генерала Валанса, отступил к Арлону, где соединился с князем Гогенлоэ.
В 1793 году ему было поручено прикрывать левый фланг Нидерландской армии и сохранять сообщение с дивизией князя Гогенлоэ, расположенной близ Трира. Ошибочные действия северной французской армии под командованием Дюмурье облегчили исполнение трудного поручения, возложенного на Больё. При поспешном отступлении этой армии он направился на Намюр, как на опорную точку её левого крыла, а в августе присоединился к принцу Кобургскому и был назначен для прикрытия реки Марки. Здесь Больё, командуя небольшим отрядом, оказывал важную услугу союзникам. После разбития герцога Йоркского при Гондшооте и Дюнкерке, а принца Оранского при Бервике и Менене, Гушар, командовавший французскими войсками, отрядил дивизию Гедувилля на Куртре, чтобы опрокинуть отряд Больё, состоявший из 8000 человек. Если бы предприятие французов удалось, герцог Йоркский, шедший к Менену, не избежал бы гибели, а его поражение повлекло бы за собой потерю всей Западной Фландрии и отступление принца Кобургского, прикрывавшего пространство между Маасом и Шельдой с 40 000 войск. Больё разбил при Куртрэ дивизию генерала Гедувиля, гнал его до Менена, занял этот город и тем обеспечил сообщение герцога Йоркского и принца Оранского.
В конце 1793 года и в начале 1794 года Больё действовал около Динана и Арлона, стараясь восстановить сообщение с Люксембургом. Оперировал против Журдана. Французы отрядили в апреле против Больё 20 000 человек. Он отступил от Арлона, но узнав недели через две, что противник стоит в беспечности, атаковал их сам и опрокинул французов, прогнал их от Арлона с большим уроном и захватил 6 орудий. В мае ему было поручено угрожать правому флангу Арденской армии. Больё причинил большой вред дивизии, действовавшей на этом фланге, отступая шаг за шагом до Намюра и со славой участвовал в деле на реке Самбре и в битве при Флерюсе.
В походе 1795 года был генерал-квартирмейстером Рейнской армии, под командованием Клерфе.
4 марта 1796 года произведен в фельдцейхмейстеры и, уже в преклонном возрасте, Больё был назначен главнокомандующим союзными австро-сардинскими войсками в Италии. Прибыв к войскам, Больё тотчас же начал наступательные действия и двинулся левым флангом к Генуе. Но Бонапарт устремил главные силы против центра австрийцев и прорвал его, разбив в апреле генерала Аржанто при Монтенотте. Тогда Больё был вынужден отказаться от своего намерения и двинулся к Акви, чтобы присоединить к себе центр. Но соединение это произошло уже после сражения при Дего, где войска французов разбили по отдельности Аржанто и Вукасовича, отправленного вперед для укрепления центра. Между тем Бонапарт двинулся против Сардинских войск. Устрашенный Туринский двор предложил французам мир и в ожидании ответа из Парижа заключил перемирие. Больё, в связи с этим потерявший 20 000 союзных войск и ослабленный предыдущими поражениями, отступил за реку По. Он планировал защищать линию Тессина, но Бонапарт, переправившись 7 мая у Пьяченцы через По, обошёл таким образом позицию австрийцев. Не успев препятствовать переправе французов, Больё отступил за реку Адду. Оборона моста при Лоди не остановила Бонапарта. Австрийцы отступили за реку Минчио и заняли позицию, прикрытую с правого фланга крепостью Пескара, а с левого Мантуей. 30 мая французы ложным движением на Пескару заставили австрийцев ослабить центр напротив Боргетто и переправились через Минчио в этом пункте. Больё ещё хотел держаться на высотах Виллафранки и Валежио, но узнав, что дивизия Ожеро двинулась на Пескару, поспешно отступил за реку Адидже, боясь быть отрезанным от Тироля. Левый фланг его был отброшен к Мантуе. Этим поражением закончилось военное поприще Больё. Он привел свои войска в Тироль, где сдал командование Вурмзеру и удалился в своё поместье близ Линца.

## Награды
- Кавалер Большого креста Военного ордена Марии Терезии (07.07.1794)[1]
- Командор Военного ордена Марии Терезии (31.05.1790)[2]
- Рыцарь Военного ордена Марии Терезии (23.01.1760)[3]